# スサ・フェレンツ
スサ・フェレンツ（Ferenc Szusza、1923年12月1日 - 2006年8月1日）は、ハンガリー・ブダペスト出身の元同国代表サッカー選手であり元サッカー指導者。ポジションはFWだった。
スサはハンガリーの強豪クラブウーイペシュトFCでキャリアを全うし、リーグ通算392ゴールを挙げている。これは、世界の各国トップリーグの最多得点記録における12番目の数字である。また、ヨーロッパ圏内において1つのクラブのみで挙げた得点数で見ると、リオネル・メッシが記録しているFCバルセロナでのリーグ通算ゴールに次ぐ記録である。
現役を引退後はサッカー指導者に転身し、主に母国ハンガリーやスペインのクラブで指揮を執った。

## タイトル

### クラブ
ウーイペシュトFC
- NB I : 4回 (1945春季, 1945-46, 1946-47, 1959-60)

### 代表
ハンガリーA代表
- バルカン・カップ : 1回 (1947)[1]

### 個人
- ハンガリーサッカー連盟選出年間最優秀選手賞 : 1回 (1947)